# 아이오닉 6
아이오닉 6는 현대자동차가 출시한 전기 중형 세단이다.

## 1세대(CE)

### 아이오닉 6 (2022년9월 15일~2025년)

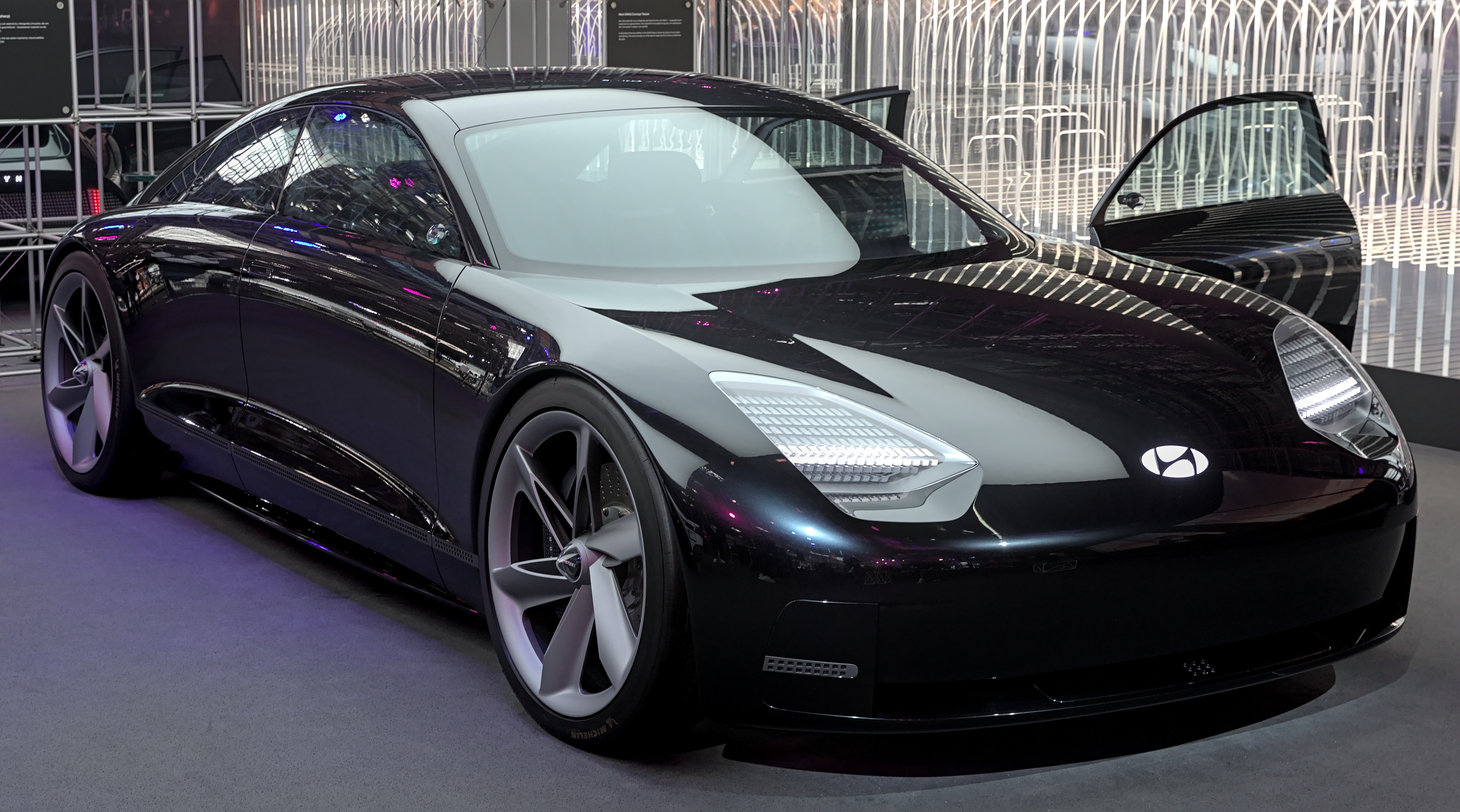
현대 프로페시 콘셉트카 정측면

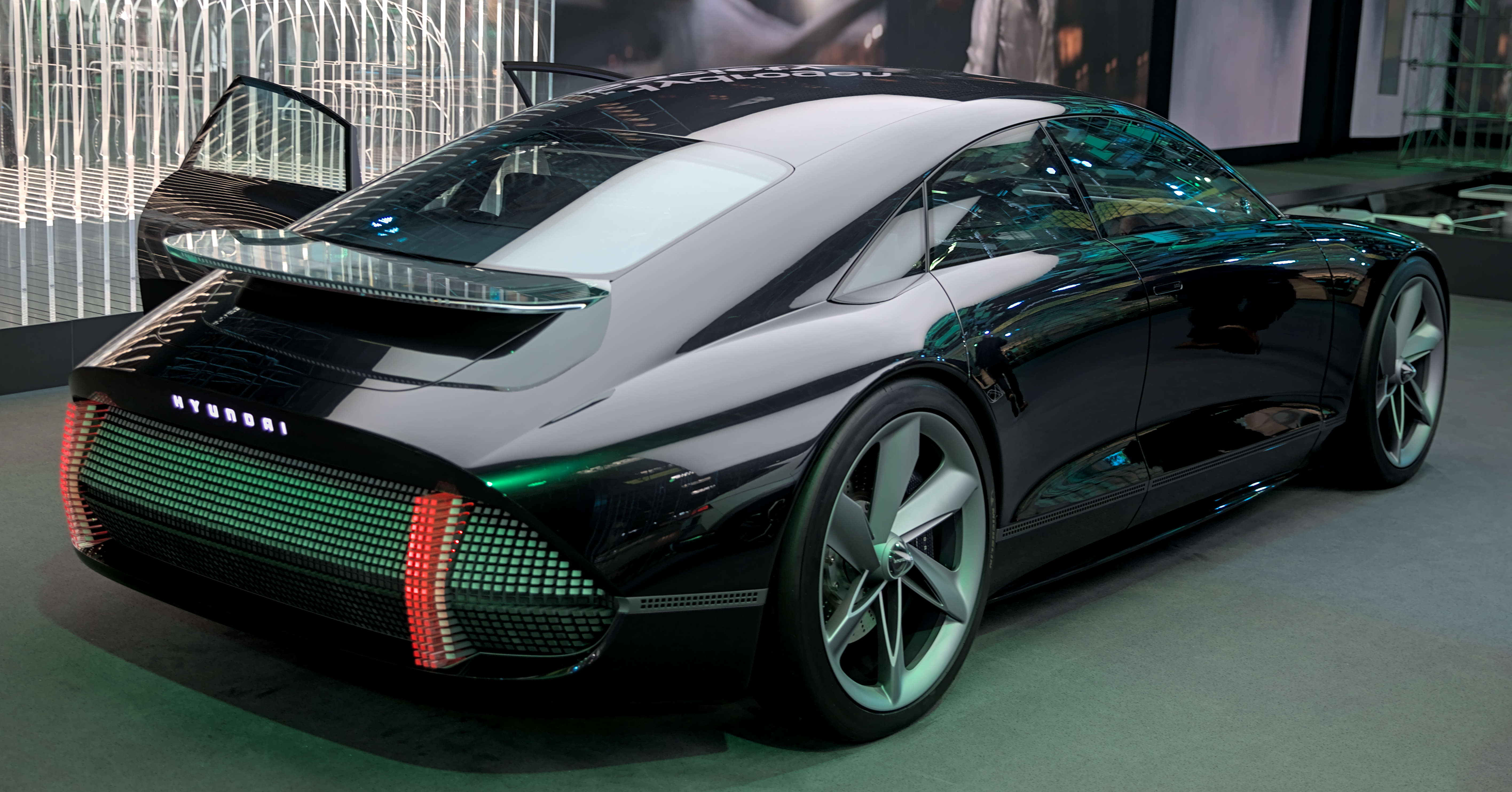
현대 프로페시 콘셉트카 후측면

2020년 제네바 모터쇼에서 공개할 예정이었지만 코로나19의 여파로 취소되어 이미지만 공개된 프로페시 콘셉트카의 디자인을 기반으로 했다.
2022 부산 국제 모터쇼에서 공개한 후 2022년 9월에 출시하며, 쏘나타와 그랜저를 생산하는 아산 문방리 공장에서 생산한다.
2022년 6월 13일, 아이오닉 6 Electrified Streamliner 공개 영상이 최초 공개됐다. 영상은 Silhouette of the New Era를 주제로, 유선형 디자인의 전기차라는 내용으로 구성됐다.
2022년 6월 21일, 티저 이미지 공개 후 6월 29일 전체 디자인이 공개됐다. 전기차 콘셉트카 '프로페시'에서 영감을 받아 디자인된 모델이다. 전면부는 입체감을 높인 파라메트릭 픽셀 라이트와 더 낮게 위치의 후드가 적용됐다. 또한 알루미늄 소재의 얇은 평면 형태로 제작된 현대의 신규 엠블럼이 적용됐다. 측면부는 유선형의 윈도우 라인과 내장형 플러시 도어 핸들 및 디지털 사이드미러가 적용됐다. 후면부는 리어 스포일러에 파라메트릭 픽셀 보조제동등을 결합해 적용했다. 내장 디자인은 인사이드 아웃 디자인 테마를 적용하고, 누에고치를 형상화한 코쿤형 인테리어와 긴 휠 베이스를 통한 확장된 실내 공간으로 구성됐다. 차량 기능 조작부는 중앙집중형으로 디자인됐으며, 브릿지 타입 센터 콘솔을 적용해 수납공간을 확장했다. 투명 소재의 도어 사이드 가니시와 인터렉티브 픽셀 라이트, 센터 콘솔 표시등에도 파라메트릭 픽셀이 적용됐다. 추가로 내외장 도색, 시트, 대시보드, 헤드라이너 등에 친환경 소재가 적용됐다. 아이오닉 5처럼 스티어링 휠에는 현대자동차의 H 마크 대신 모스 부호로 점 4개만 찍혀 있다. 자동변속기는 7세대 그랜저, 아이오닉 5, 엑시언트, 유니버스같이 레버 끄트머리를 돌려서 조작하는 컬럼식이다.
패스트백형 디자인이지만, 포니1처럼 트렁크가 해치식이 아니기 때문에 세단이 맞다.
2022년 7월 14일, 2022 부산 국제 모터쇼에서 최초 공개됐다. 유선형 실루엣 디자인과 리어 스포일러, 외장형 액티브 에어 플랩, 휠 에어커튼 등 공력기술을 적용해 공기저항계수 0.21을 기록했으며, 1회 충전 주행가능거리 524km를 달성했다. EV 성능 튠업 기술, 전기자동차 가상 주행 사운드, 전기차 액티브 사운드 디자인이 최초 적용됐으며, OTA 소프트웨어 업데이트 기술 적용 범위가 서스펜션, 브레이크, 에어백 등까지 확장됐다.
아이오닉6는 올해 하반기 출시되는 신차들 중 '기대작 1위'이기도 하다. 케이카가 지난달 전국 30~49세 소비자 500명을 대상으로 설문을 진행한 결과에서 응답자 35.2%로 아이오닉 6가 1위를 차지했다.
2022년 8월 22일부터 사전 계약에 들어갔으며, 동년 9월 15일에 정식 출시했다. 아이오닉 5처럼 전기택시로도 이용되고 있지만, 택시 전용 사양이 없음에도 초도 물량의 일부를 택시 사업자들에게 우선 공급하는 바람에 논란을 빚었다.
2024년 3월 4일, 블랙 색상의 20인치 매트 휠, 전∙후면 범퍼 하단 몰딩, 사이드 실 몰딩, 사이드 미러 커버, 전면 매트 엠블럼 등이 적용된 아이오닉 6 블랙 에디션이 출시됐다. 블랙 에디션은 익스클루시브 플러스 트림부터 선택할 수 있으며 외장 색상은 녹턴 그레이 매트, 어비스 블랙 펄, 세레니티 화이트 펄 중에서 선택할 수 있다.

#### 공력 성능
아이오닉 6는 곡선형 디자인과 차체 곳곳에 적용된 공력 기술을 바탕으로 공력 성능 CD 0.21을 구현했다. 외장형 액티브 에어 플랩(AAF)을 전면부 외장 면과 매끄럽게 연결해 적용하여 최전방에서 들어오는 공기를 효율적으로 제어하고 냉각 저항을 줄였다. AAF가 열려 있을 때는 라디에이터로 공기가 쉽게 들어갈 수 있도록 유동 가이드 베인 역할을 하며, 닫혔을 때는 휠 에어커튼 및 휠 갭 리듀서와 연계해 공력 성능을 높일 수 있도록 설계했다. 또한, 타원형 리어 스포일러는 지붕을 타고 뒤로 흐르는 공기 흐름을 받아주고, 끝에서 발생하는 와류를 최소화해 항력을 줄인다. 더불어 하부 앞부분을 감싸는 언더커버가 장착됐으며, 배터리 뒷부분의 언더커버, 리어 서스펜션 부위의 공기 흐름까지 제어하는 리어 멤버 언더커버를 적용해 하부의 공기 저항을 줄였다. 리어 디퓨저는 차체 하부를 지난 공기가 뒤로 빠져나갈 때 생기는 박리 현상을 줄여 차 뒷부분의 와류 현상을 제어한다.

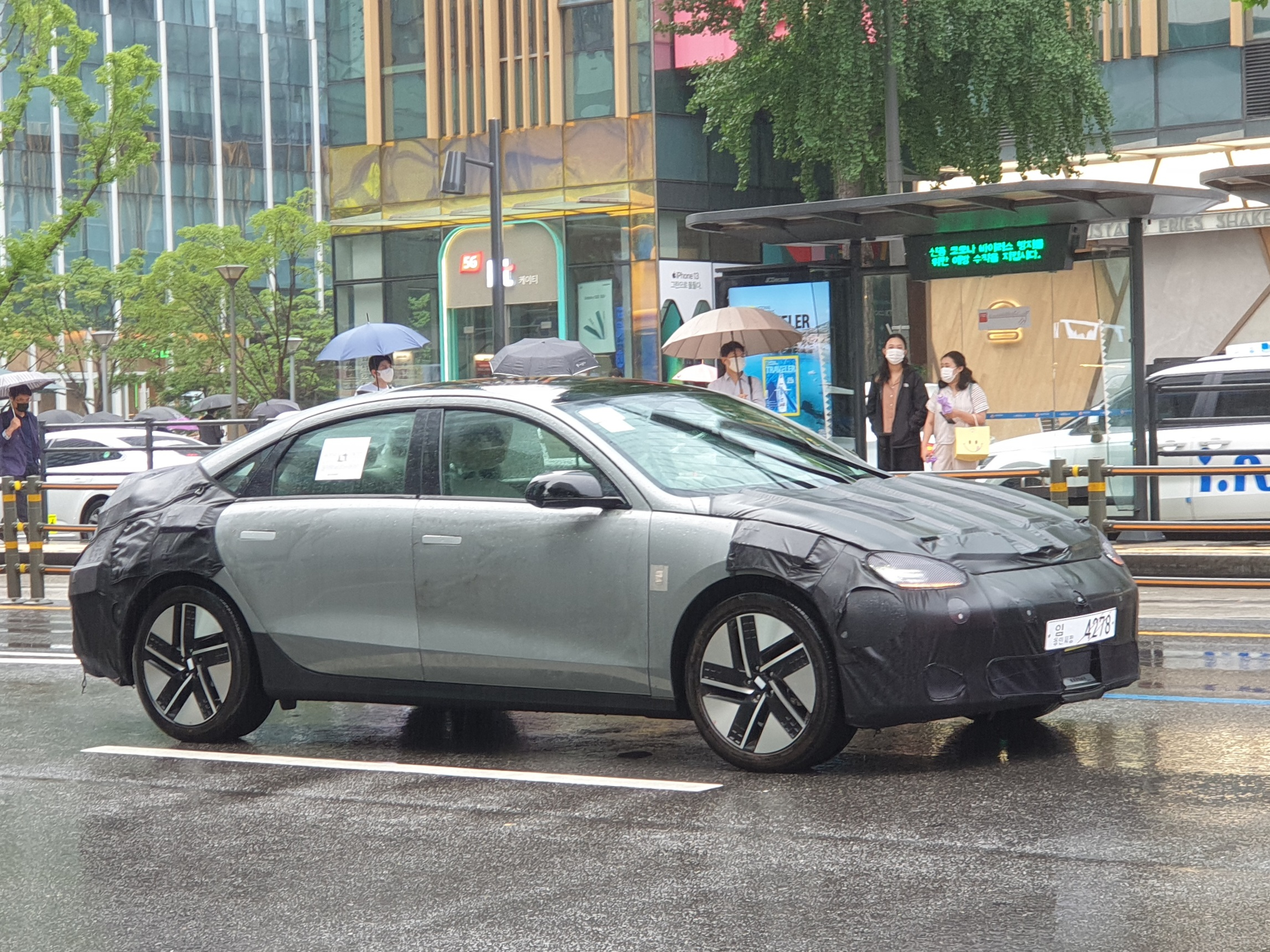
현대 아이오닉 6 테스트뮬 정측면
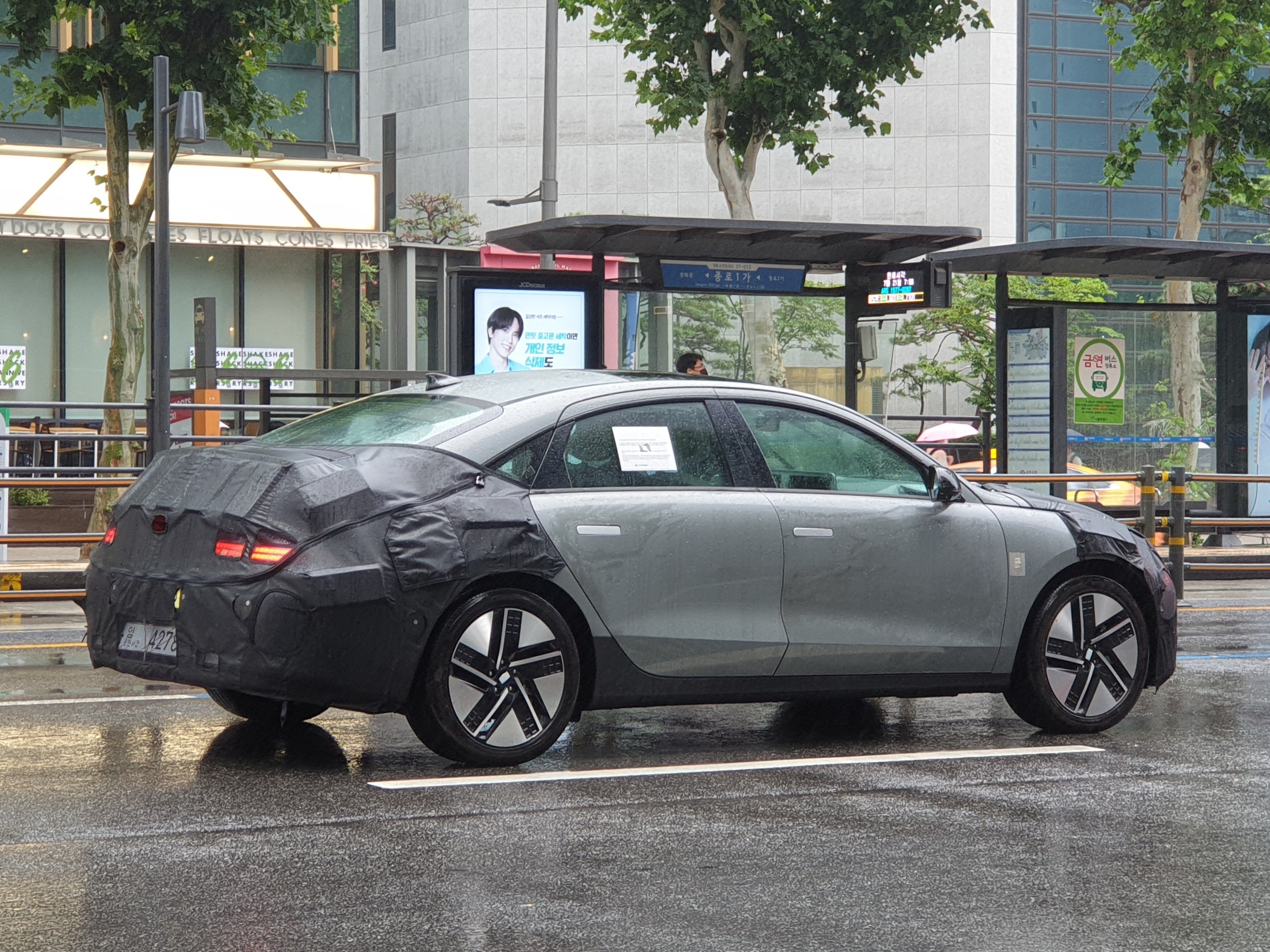
현대 아이오닉 6 테스트뮬 후측면
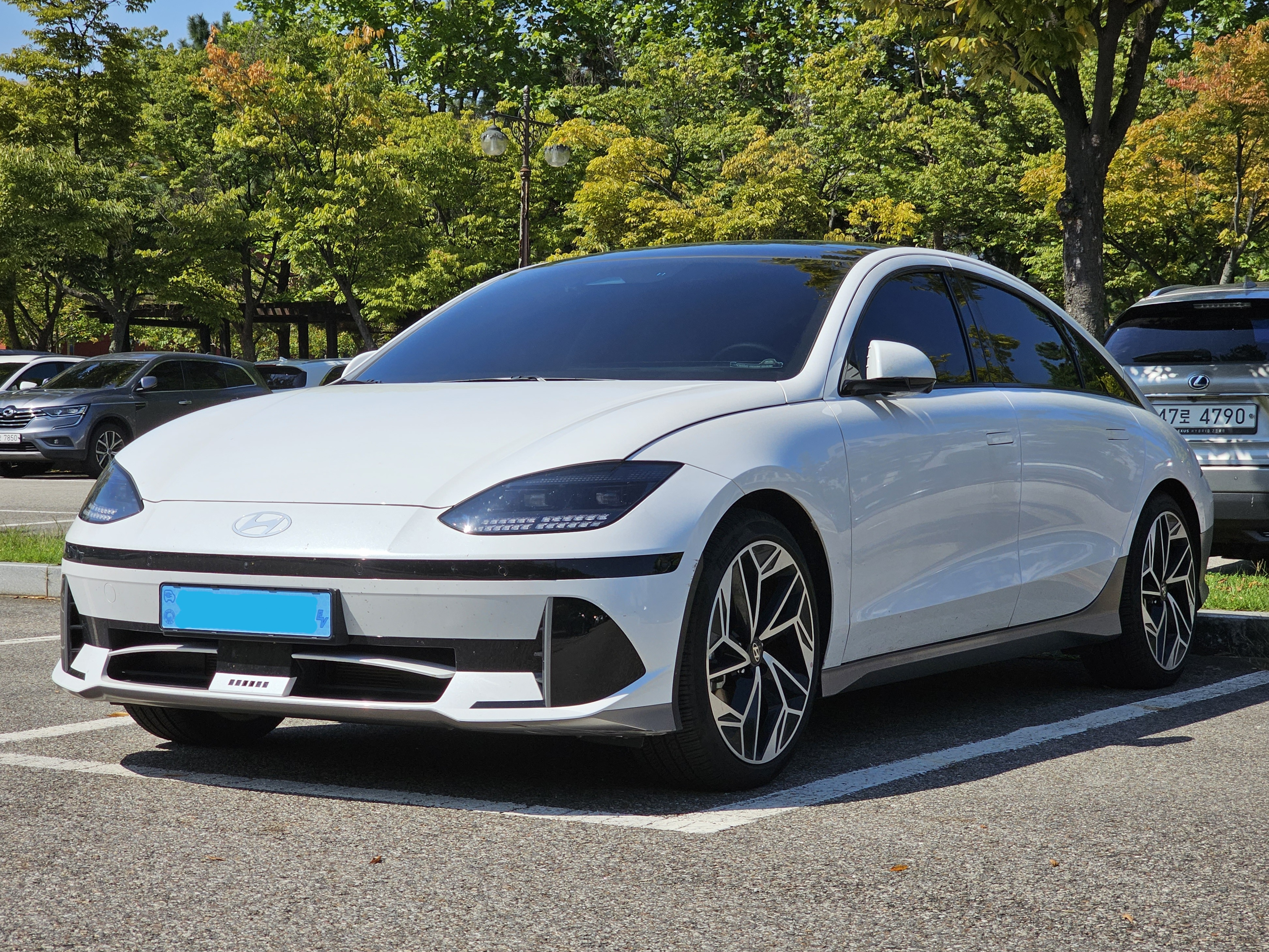
현대 아이오닉 6 전면
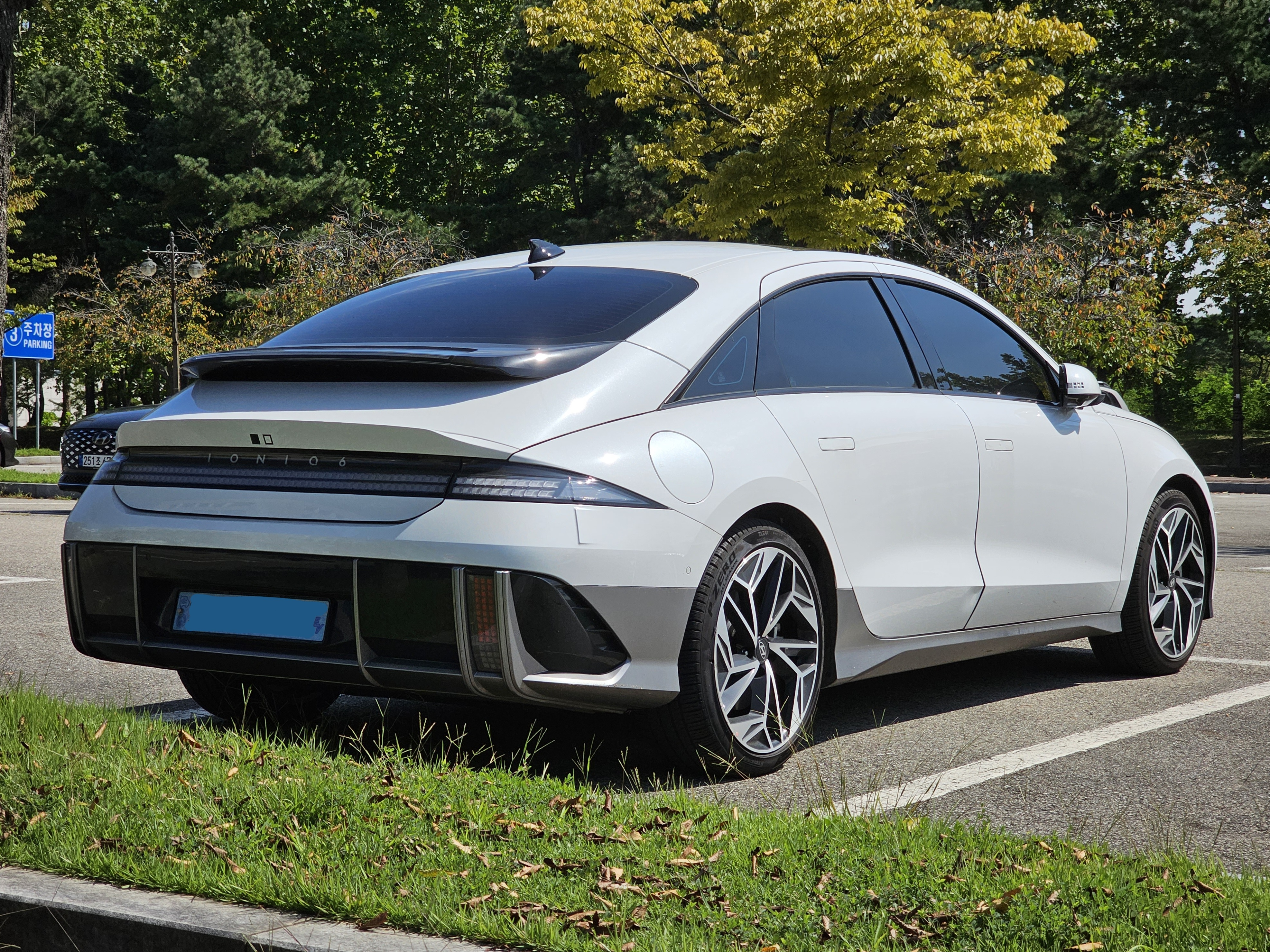
현대 아이오닉 6 후면
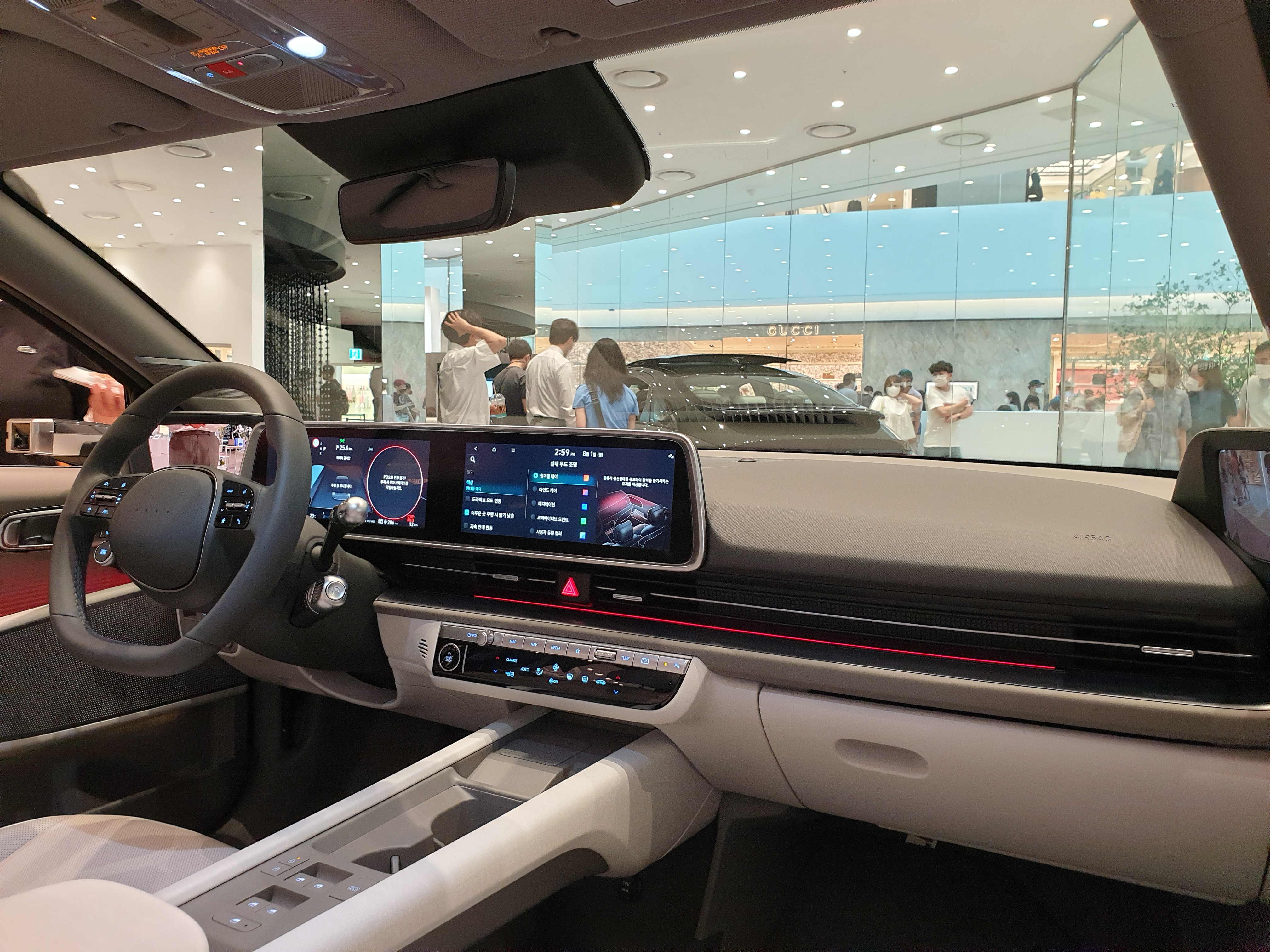
현대 아이오닉 6 실내

### 더 뉴 아이오닉 6 (2025년예정)
2025년 4월 3일 2025 서울모빌리티쇼에서 더 뉴 아이오닉 6가 세계 최초로 공개됐다. 더 뉴 아이오닉 6는 2022년 9월에 출시된 아이오닉 6의 부분변경 모델로, 현대차의 전동화 디자인 철학인 일렉트리파이드 스트림라이너(Electrified Streamliner) 콘셉트를 계승하고 있다.
전면부 디자인은 후드 시작점을 높이고, 기존보다 긴 샤크노즈(Shark Nose) 형태의 후드를 적용했다. 기존의 돌출형 스포일러는 제거됐으며, 덕 테일(Ducktail) 스포일러로 대체돼 측면 라인이 변경됐다. 헤드램프는 기존 통합형 디자인에서 주간주행등과 메인 램프로 분리된 형식으로 변경됐으며, 도어 하단까지 이어지는 블랙 가니시가 적용됐다.
실내는 기존의 나만의 안식처(Mindful Cocoon) 콘셉트를 유지하면서도, 센터 콘솔 구성 요소의 배치를 조정했다. 도어 트림에는 고급 내장재 생산에 활용되는 진공 성형 기반 IMG(In-Mold Grain) 공법이 도입됐다.

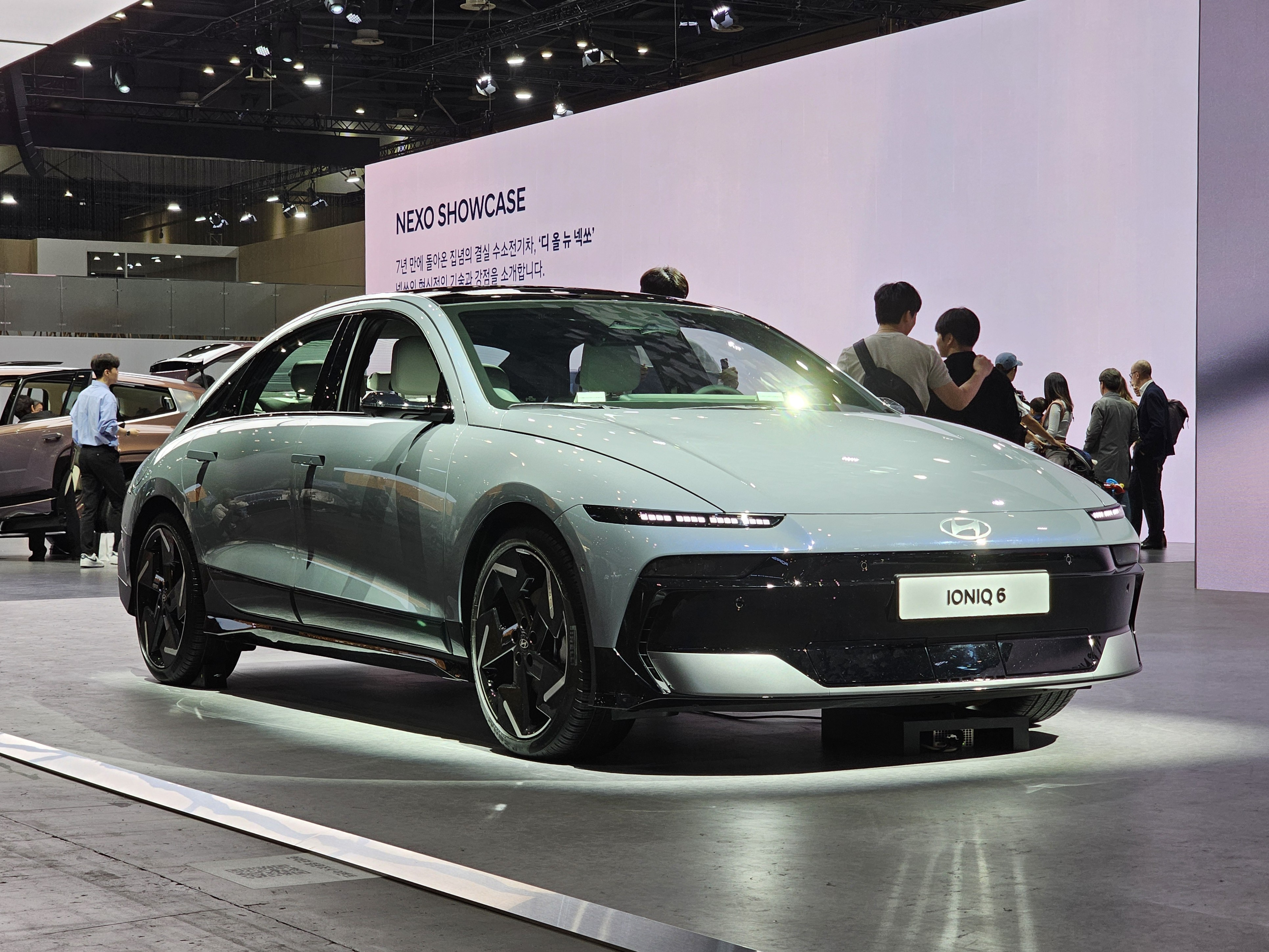
더 뉴 아이오닉 6
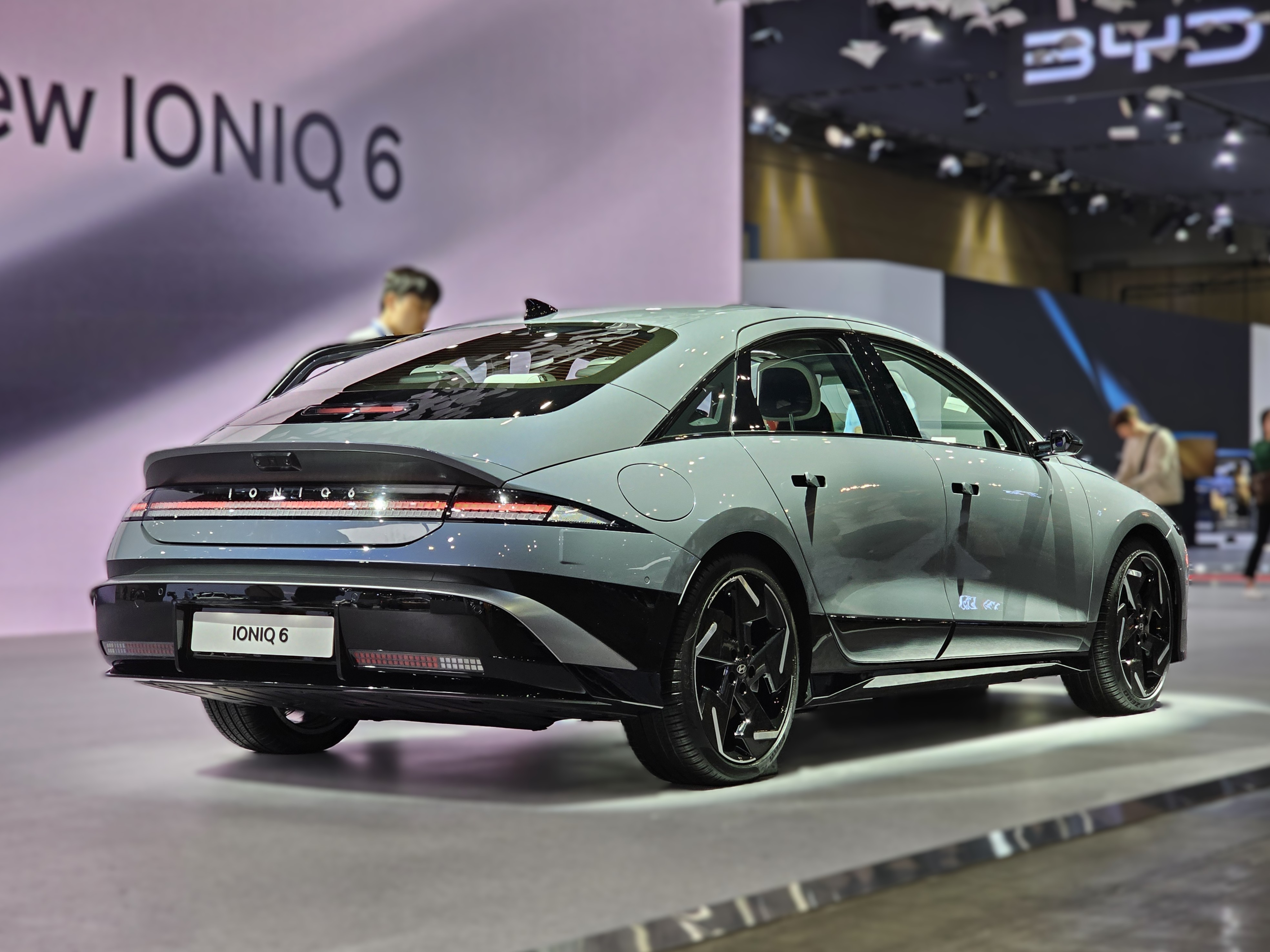
후측

2025년 7월 28일 부분변경 모델 ‘더 뉴 아이오닉 6’가 출시됐다. 기존 모델 대비 77.4kWh에서 84kWh로 늘어난 배터리 용량과 4세대 배터리 적용으로 1회 충전 주행가능거리를 국내 전기차 중 가장 긴 562km까지 확보했다.(※롱레인지 2WD, 18인치 타이어 기준). 이외에도 공조 착좌 감지 기능, 스무스 모드가 최초로 적용됐다.
외장 색상은 어비스 블랙 펄, 세레니티 화이트 펄, 트랜스미션 블루 펄, 녹턴 그레이 메탈릭, 바이오 필릭 블루 펄, 그래비티 골드 매트를 비롯해 신규 색상인 트랜스미션 블루 매트 등 총 7종으로 운영된다. 내장은 블랙/라이트 그레이 투톤과 블랙 모노톤, 다크 그린/라이트 그레이 투톤, 블랙/브라운 투톤 총 4종으로 운영된다.
아이오닉 6 N 라인은 기본 모델에 N 라인 전용 전∙후면 범퍼, N 라인 전용 20인치 휠, 2D 파라메트릭 픽셀 리어 램프 등이 적용됐다.
판매 가격
전기차 세제혜택 적용 후 스탠다드 모델 기준 E-Value+ 4,856만 원, 익스클루시브 5,095만 원, 프레스티지 5,553만 원이다. 롱레인지 2WD 모델 기준으로는 E-Lite 5,064만 원, 익스클루시브 5,515만 원, 익스클루시브 N 라인 5,745만 원, 프레스티지 5,973만 원, 프레스티지 N 라인 6,132만 원이다.

## 각종 미디어에서의 등장

### 만화에서의 등장
- 또봇: 대도시의 영웅들 - 또봇 A

## 수상내역
- 미국 카 앤 드라이버 <2025 에디터스 초이스 어워즈> - '콤팩트 전기 세단' 부문

## 같이 보기
- 현대자동차그룹
- 현대자동차
- 현대 쏘나타